# Maitreya

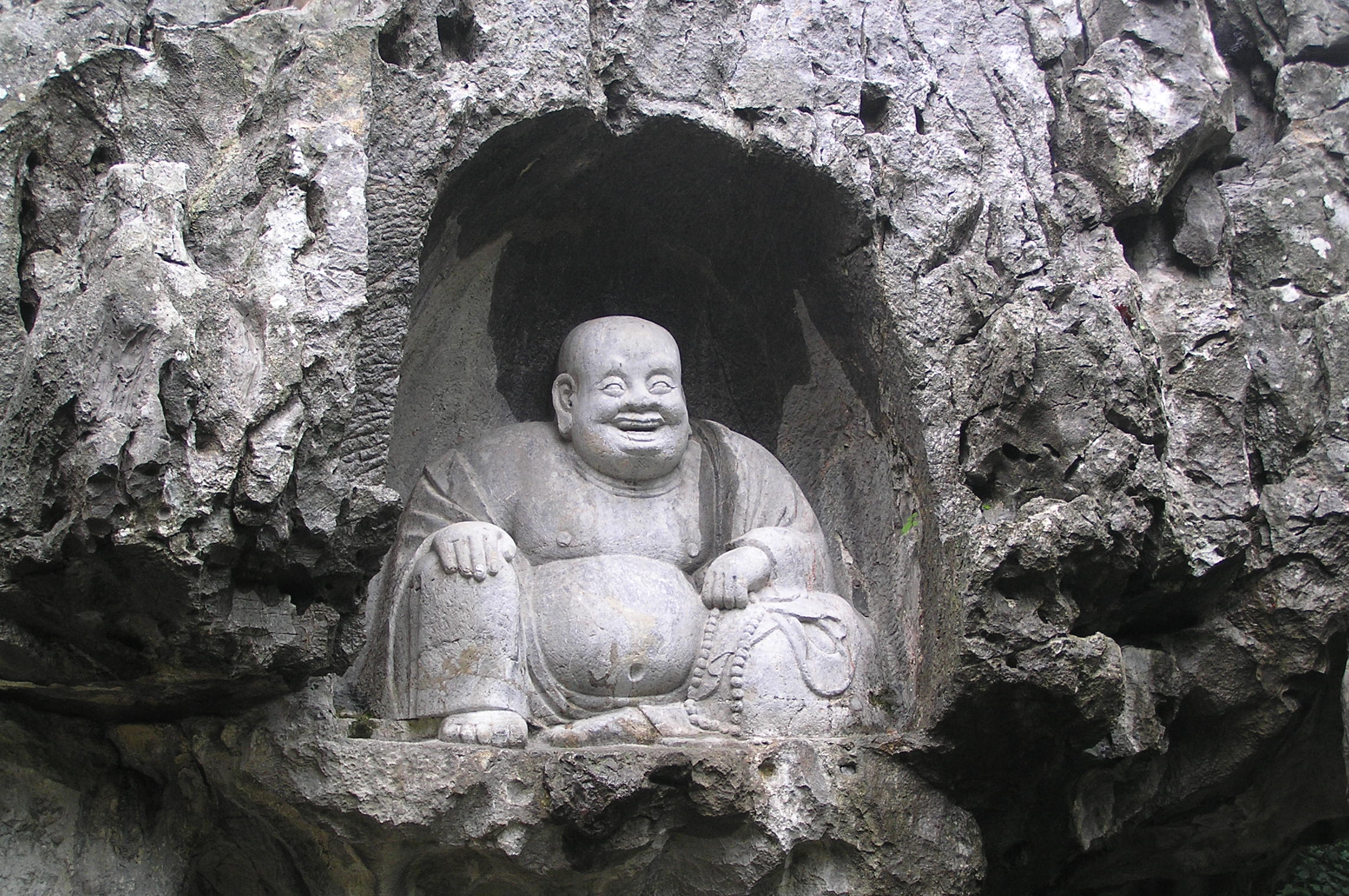
Reprezentarea chinezească a lui Maitreya.

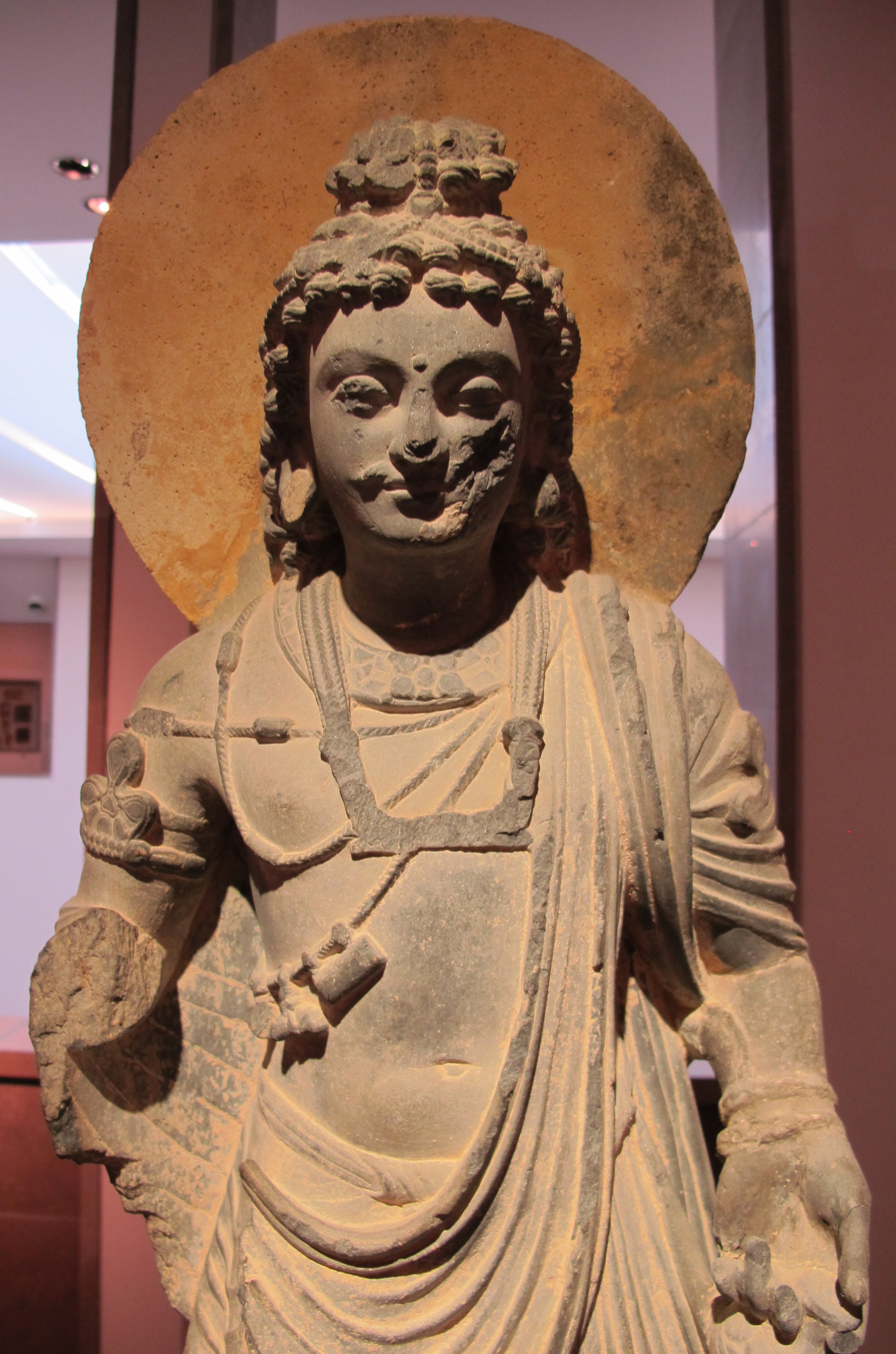
O statuie indiană a lui Buddha Maitreya.

Maitreya este un bodhisattva al budismului Mahayana, dar recunoscut și în budismul Theravada și budismul Vajrayana . Mai este numit și Buddha al viitorului. 
El împarte oamenilor norocul și prosperitatea. În Asia de Est , mai este denumit și Buddha care râde, datorită înfățișării sale, un personaj gras, rotofei mulțumit de sine, zâmbitor, fericit. Imaginea lui este reprodusă mai mereu prin mici sculpturi sau tiparuri.
Conform tradiției budiste, Maitreya este succesorul istoric al lui Buddha Shakyamuni. El va veni pe pământ atunci când învățăturile budiste vor fi uitate și toate relicvele rămase de la Shakyamuni vor fi distruse. Atunci, el va veni și va aduce învățătura pură a budismului.